# NGC 756
NGC 756 este o galaxie lenticulară situată în constelația Balena. A fost descoperită în 9 noiembrie 1885 de către Francis Leavenworth. Se află la o distanță de 114,29 megaparseci de Pământ.